# Karl Meyer (Historiker)
Karl Meyer (* 21. November 1885 in Buchs LU; † 30. November 1950 in Kreuzlingen) war ein Schweizer Historiker und Hochschullehrer.

## Leben
Karl Meyer absolvierte das Gymnasium in Luzern und studierte Geschichte und Rechtswissenschaft an der Universität Zürich, wo er 1911 promoviert wurde. Ab 1912 arbeitete er als Lehrer am Gymnasium Luzern. Ab 1920 war er Professor für Geschichte des Mittelalters an der Universität Zürich, ab 1928 zugleich Professor für Neuere Geschichte an der ETH Zürich. Krankheitsbedingt musste er 1945 seine Lehrtätigkeit einstellen und wurde 1947 emeritiert. Zu seinen akademischen Schülern gehören u. a. Marcel Beck, Werner Ganz, Paul Kläui, Bruno Meyer und Hans Conrad Peyer.
Er beschäftigte sich in seiner Forschung insbesondere mit der italienischen Kommunalbewegung und der frühen Geschichte der Schweizerischen Eidgenossenschaft.
Meyer hielt zahlreiche Vorträge im Dienste der Geistigen Landesverteidigung und wurde 1939 Mitbegründer und Präsident der parteipolitisch neutralen Vereinigung „Res Publica“, welche die „Festigung des schweizerischen Abwehrwillens und Förderung der politischen, kulturellen und wirtschaftlichen Unabhängigkeit der Eidgenossenschaft gegen aussen“ bezweckte. 1940 war er Gründungsmitglied der Aktion nationaler Widerstand. Er war mit dem Fotografen Hans Hausamann und dem Theologen Karl Barth befreundet. Mitten im Zweiten Weltkrieg kam es zu einer Auseinandersetzung zwischen Meyer und dem Mediävisten Theodor Mayer über die Entstehung der Eidgenossenschaft und deren Verhältnis zum Reich.
Für die schweizerische Haltung angesichts der nationalsozialistischen Bedrohung prägte er das Leitwort des „hochgemuten Pessimismus“: Man müsse mit dem Schlimmsten rechnen, sich dagegen wappnen und gleichzeitig zuversichtlich bleiben.
Karl Meyer war mit Alice Meyer verheiratet und Vater der Physikerin Verena Meyer.

## Werke (Auswahl)

### Monographien
- Blenio und Leventina von Barbarossa bis Heinrich VII. Ein Beitrag zur Geschichte der Südschweiz im Mittelalter. Luzern 1911 (zugleich: Dissertation, Universität Zürich).
- Die Urschweizer Befreiungstradition in ihrer Einheit, Überlieferung und Stoffwahl. Untersuchungen zur schweizerischen Historiographie des 15. und 19. Jahrhunderts. Zürich 1927.
- Luzerns ewiger Bund mit der urschweizerischen Eidgenossenschaft. Kleine Zentenarschrift (1332–1932). Luzern 1932.
- Der Freiheitskampf der eidgenössischen Bundesgründer. Frauenfeld 1941.

### Als Mitautor
- mit Wilhelm Schnyder und Peter Xaver Weber: Geschichte des Kantons Luzern von der Urzeit bis zum Jahre 1500. Luzern 1932.

### Beiträge und Aufsätze
- Geographische Voraussetzungen der eidgenössischen Territorialbildung. In: Mitteilungen des Historischen Vereins des Kantons Schwyz. H. 34, 1926, S. 29–224 (Digitalisat).
- Zur Interpretation des Urschweizer Bundesbriefes von 1291. In: Zeitschrift für Schweizerische Geschichte. Bd. 10, 1930, S. 413–478 (Digitalisat).
- Die Stadt Luzern von den Anfängen bis zum eidgenössischen Bund. In: Wilhelm Schnyder, Karl Meyer, Peter Xaver Weber: Geschichte des Kantons Luzern von der Urzeit bis zum Jahre 1500. Luzern 1932, S. 161–623.
- Der Ursprung der Eidgenossenschaft. In: Zeitschrift für schweizerische Geschichte, Bd. 21, 1941, S. 285–652 (Digitalisat; auch als Separatdruck erschienen).

### Gesammelte Aufsätze
- Aufsätze und Reden. Forschungen zur Entstehung der Eidgenossenschaft, Kräfte des geschichtlichen Lebens, Weckrufe in entscheidenden Stunden. Hrsg. von Paul Guyer et al. Zürich 1952.